# Joan Baget i Panadés
Joan Baget i Panadés (Campdevànol, 1979) és un jugador d'hoquei sobre patins català que juga a la posició de porter. Juga al Club Patí Vic des de l'any 2008.
Aquesta és la seua segona etapa al club, ja que abans hi havia jugat la temporada 1998-99.

## Palmarès

### CP Vic
- 3 Copes del Rei / Copes espanyoles (1999, 2009 i 2010)
- 1 Supercopa espanyola (2009)